# 李策
李策（?—?），字仲方，山东省安邱縣（今安丘市）人，清朝官員。同進士出身。

## 生平
李策於乾隆二十五年（1760年）中畢沅榜三甲進士。授湖北竹溪縣知縣，當地民風彪悍，李策到任後，清理訴訟，積案一空。改署孝感縣知縣，補直隸安肅縣，不久改武清縣知縣。李策為人剛介自持，對上司不曲意逢迎，遭人中傷落職。嘉慶元年（1796年）赴千叟宴。民國《安邱新志》有傳。

## 家族
李策出身於安丘峰山李氏第十四世，家族登科第者甚多。李策子垣為乾隆四十八年（1783年）癸卯科舉人，子培為嘉慶元年（1796年）丙辰科進士。

## 著作
著有《文梓軒古文》二卷，《于役詩草》三卷。